# Westerveld
Westerveld é um  município no nordeste da Holanda, foi criado em 1998 com parte dos municípios de Diever, Dwingeloo, Havelte en Vledder.
Westerveld é atravessado por um canal chamado Drentsche Hoofdvaart. Há também dois parques nacionais situados no município: Drents-Friese Wold e Dwingelerveld.

## Centros populacionais
Boschoord, Darp, Diever, Dieverbrug, Doldersum, Dwingeloo, Eemster, Frederiksoord, Geeuwenbrug, Havelte, Havelterberg, Leggeloo, Lhee, Lheebroek, Nijensleek, Oude Willem, Uffelte, Vledder, Vledderveen, Wapse, Wapserveen, Wateren, Wilhelminaoord, Wittelte and Zorgvlied.
Dwingeloo é uma cidade que fica entre Meppel e Assen. O rário telescópio de Dwingeloo Radio Observatory é localizado no topo de Dwingeloo Heath, 3 km ao sul da vila.